# Passepartout (programma televisivo)
Passepartout è stato un programma settimanale ideato da Philippe Daverio e Mauro Raponi, dedicato ogni volta ad un tema specifico che traeva i suoi spunti dal patrimonio culturale, dalla storia, dalle notizie di cronaca e dalle mostre in corso. Il programma veniva trasmesso da Rai 3 e da Rai 5 (repliche passate stagioni).
Era caratterizzato da uno stile immediato e non accademico e dai collegamenti a 360° che l'autore fa tra le diverse forme d'arte di ogni tempo.

## Puntate

### Prima serie

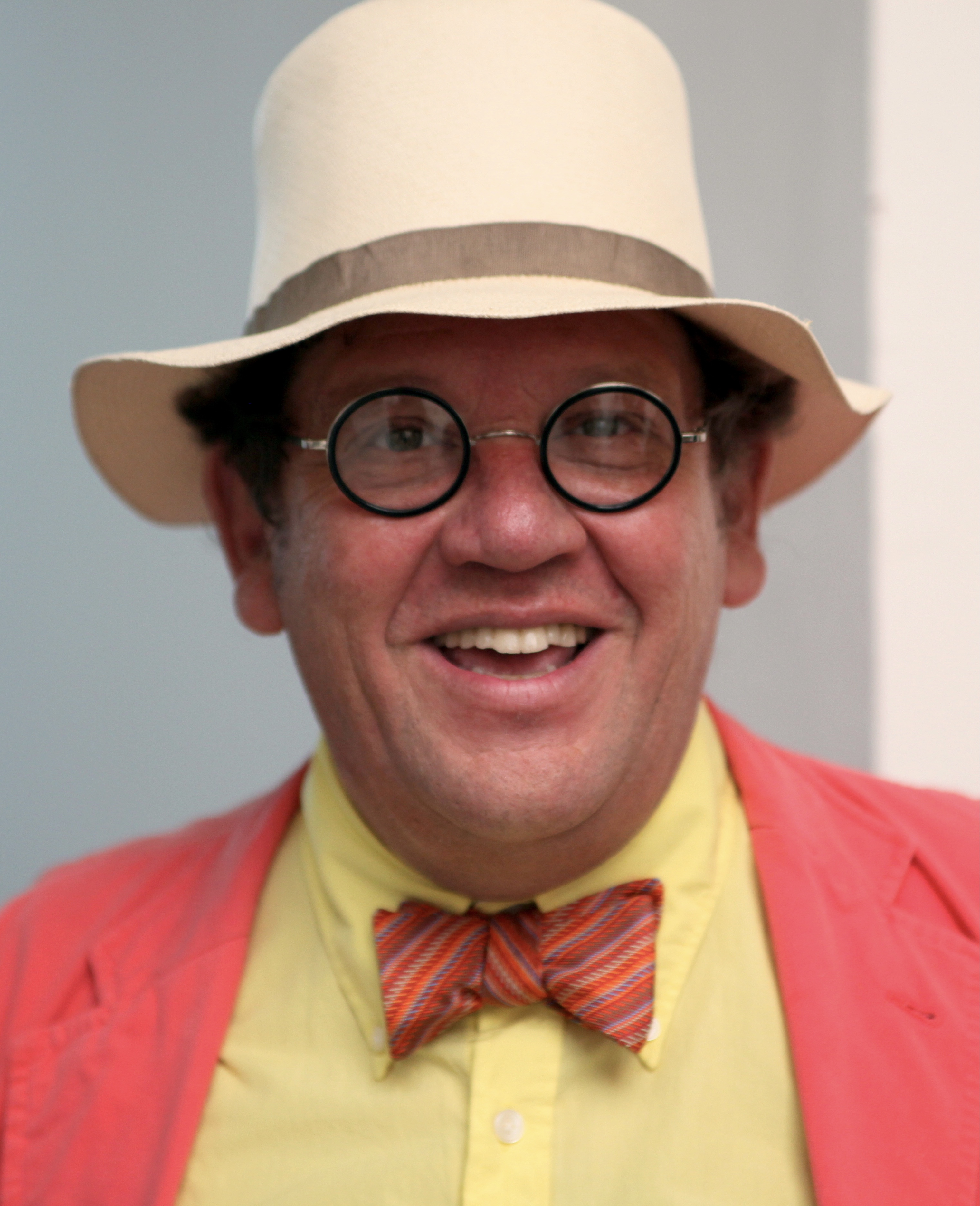
Philippe Daverio, il conduttore del programma

La prima serie del programma andò in onda nella stagione 2001-2002, nella collocazione divenuta poi canonica della domenica, dalle 13:20 alle 13:50 circa dal 28 ottobre 2001 al 24 marzo 2002. Nell'estate del 2002 andò in onda, in seconda serata, la prima serie dei Notturni dalla Maremma, in numero di cinque: "repliche attive", ovvero riproposizioni, rimontate e rimodulate, di spezzoni delle varie puntate andate in onda durante l'inverno e la primavera, con l'aggiunta talvolta di nuovi materiali inediti; il tutto commentato da Daverio e da tre ospiti, esperti della materia, comodamente assisi attorno a un tavolo della casa di campagna del conduttore, presso Capalbio.
Elenco delle puntate, in onda tra domenica 28 ottobre 2001 e domenica 24 marzo 2002, alle 13:20:
1. Napoli borbonica. L'utopia (arte, storia e politica nella Napoli dei Borboni) (in onda il 28-10-01)
2. Napoli borbonica. L'epicentro del gusto (arte, storia e politica nella Napoli dei Borboni) (in onda il 04-11-01)
3. Arte e morte a Venezia (la Biennale di Venezia 2001) (in onda il 11-11-01)
4. Noi balliamo da soli (un viaggio in Italia alla scoperta di artisti contemporanei) (in onda il 18-11-01)
5. Il nuovo classico (l'Umanesimo e il primo Rinascimento) (in onda il 25-11-01)
6. Papi di buona famiglia (il Rinascimento a Roma nel primo Cinquecento)  (in onda il 02-12-01)
7. La riva sinistra del Reno (l'arte fiamminga e olandese e la riforma luterana)  (in onda il 16-12-01)
8. Picasso (un curioso profilo sull'arte di Picasso insieme ad un ospite particolare quale il Gabibbo)  (in onda il 23-12-01)
9. Il museo Poldi Pezzoli (una visita guidata alla scoperta del museo milanese) (in onda il 30-12-01)
10. Praga (l'arte, la storia e la cultura della capitale boema) (in onda il 06-01-02)
11. Il medioevo eterno di Siena (l'arte, la storia e la cultura della città toscana) (in onda il 13-01-02)
12. Napoleone in Italia (la politica anche culturale di Napoleone in Italia) (in onda il 20-01-02)
13. I dioscuri. Giorgio De Chirico e Alberto Savinio (un profilo parallelo sulla vita e sull'arte dei due fratelli artisti)  (in onda il 03-02-02)
14. Arte fiera di Bologna. Il sistema dell'arte (mercato, comunicazione, collezionismo in un'analisi del sistema dell'arte contemporanea) (in onda il 10-02-02)
15. Torino e le radici del cinema (il Museo del Cinema di Torino) (in onda il 17-02-02)
16. La Villa Borghese ed il collezionismo (la Galleria Borghese di Roma) (in onda il 24-02-02)
17. Bari anno Mille (Bari e il Sud Italia all'epoca delle prime crociate) (in onda il 03-03-02)
18. I due musei della Croce Rossa (tra Svizzera e Italia, due interessanti musei che documentano l'arte e la storia attraverso un particolarissimo punto di vista) (in onda il 10-03-02)
19. I due secoli del design (il percorso del design nel corso dell'Ottocento e del Novecento) (in onda il 17-03-02)
20. Giotto di Bondone e Francesco d'Assisi (un profilo parallelo dei due grandi protagonisti del medioevo italiano) (in onda il 24-03-02)
21. Notturni dalla Maremma. I Borbone (in onda il 25-06-02)
22. Notturni dalla Maremma. Rinascimenti (in onda il 02-07-02)
23. Notturni dalla Maremma. Napoleone e l'Italia (in onda il 09-07-02)
24. Notturni dalla Maremma. Arte Contemporanea (in onda il 16-07-02)
25. Notturni dalla Maremma. Medioevo (in onda il 23-07-02)

### Seconda serie
Nel 2002-2003 andò in onda la seconda serie dal 3 novembre 2002 al 4 maggio 2003. Nel periodo natalizio andarono in onda i primi quattro Notturni con panettone, "repliche attive" analoghe ai Notturni dalla Maremma, ma differenti per l'ambientazione: se questi ultimi erano registrati in un casale maremmano, quelli erano ambientati nella casa milanese del conduttore. I Notturni con panettone andranno in onda regolarmente, in numero di quattro a stagione, nel periodo delle festività natalizie, fino al 2006-2007 incluso. Nell'estate del 2003 vanno in onda altri otto Notturni dalla Maremma.
1. La Biblioteca Ambrosiana di Federico Borromeo (in onda il 27-10-02)
2. Il museo Benaki di Atene. Come raccontare 8000 anni di storia greca in 30 minuti (in onda il 03-11-02)
3. Sassonia dalla Porcellana di Meissen agli Organi Silbermann (in onda il 10-11-02)
4. L'espressionismo italico (in onda il 17-11-02)
5. Guelfi e ghibellini e arte contemporanea (in onda il 24-11-02)
6. La saga dei Gonzaga (in onda il 01-12-02)
7. La linea gotica dei Domenicani (in onda il 08-12-02)
8. Arti decorative (in onda il 15-12-02)
9. Arte in vendita? (in onda il 23-02-03)
10. Il genio di Rovereto (in onda il 02-03-03)
11. Rembrandt vs Rubens (in onda il 09-03-03)
12. Auguri San Pietroburgo (in onda il 23-03-03)
13. Ermitage (in onda il 30-03-03)
14. Aetatis suae (in onda il 06-04-03)
15. Loreto e Oropa: L'architettura e la Madonna (in onda il 13-04-03)
16. Per Elisa (in onda il 20-04-03)
17. Una spolverata di Parmigianino (in onda il 27-04-03)
18. La nascita della modernità nella Francia del XII secolo (in onda il 04-05-03)

1. Notturno con panettone. Tante Germanie (in onda il 23-12-02)
2. Notturno con panettone. I Dioscuri (in onda il 28-12-02)
3. Notturno con panettone. L'anima di Milano (in onda il 30-12-02)
4. Notturno con panettone. Il design (in onda il 04-01-03)

1. Notturno dalla Maremma. Domenicani d'Avanguardia (in onda il 14-07-03)
2. Notturno dalla Maremma. Archeologia, un passato al futuro (in onda il 21-07-03)
3. Notturno dalla Maremma. Splendido, fragile patrimonio (in onda il 28-07-03)
4. Notturno dalla Maremma. Collezionisti cardinali (in onda il 04-08-03)
5. Notturno dalla Maremma. Il borghese d'Olanda (in onda il 11-08-03)
6. Notturno dalla Maremma. 1527: Fuga da Roma (in onda il 18-08-03)
7. Notturno dalla Maremma. Dalla Russia con molto amore (in onda il 25-08-03)
8. Notturno dalla Maremma. Genius loci (in onda il 01-09-03)

### Terza serie
Nel 2003-2004 va in onda la terza serie dal 2 novembre 2003 al 2 maggio 2004. Nell'estate del 2004, l'ultimo gruppo di sei Notturni dalla Maremma.
1. Breve saga degli Hohenzollern (in onda il 02-11-03)
2. Berlino XX secolo: la guerra degli stili (in onda il 09-11-03)
3. Signori si diventa (in onda il 16-11-03)
4. Restauro filologico (in onda il 23-11-03)
5. A proposito della Biennale (in onda il 30-11-03)
6. D'Annunzio o dell'ambiguità (in onda il 07-12-03)
7. Va' pensiero (in onda il 14-12-03)
8. L'arte: camaleonte o salamandra? (in onda il 22-02-04)
9. Primitivismo (in onda il 29-02-04)
10. Sic transit gloria monti (in onda il 07-03-04)
11. Nudi alla meta (in onda il 14-03-04)
12. Genesi del Barocco (in onda il 21-03-04)
13. Contaminazioni (in onda il 28-03-04)
14. Firenze vs Bruges (in onda il 04-04-04)
15. L'eterno Barocco dei siciliani (in onda il 11-04-04)
16. Il Barocco trionfante (in onda il 18-04-04)
17. Questioni atlantiche (in onda il 25-04-04)
18. Piccola grande storia di Genova (in onda il 02-05-04)

1. Notturno con panettone. L'ansia di Berlino (in onda il 23-12-03)
2. Notturno con panettone. L'arte che è contemporanea (in onda il 30-12-03)
3. Notturno con panettone. L'eredità culturale (in onda il 07-01-04)
4. Notturno con panettone. L'intellettuale vitalista (in onda il 14-01-04)

1. Notturno dalla maremma. I barocchi d'Italia (in onda il 06-07-04)
2. Notturno dalla maremma. La gravità dell'arte (in onda il 12-07-04)
3. Notturno dalla maremma. La grande madre (in onda il 19-07-04)
4. Notturno dalla maremma. Genova si ricerca (in onda il 26-07-04)
5. Notturno dalla maremma. Amerika (in onda il 02-08-04)
6. Notturno dalla maremma. Onore dei Bonaparte (in onda il 09-08-04)

1. Appunti sparsi. E in mezzo scorre il Reno (in onda il 11-07-04)

### Quarta serie
Nel 2004-2005 va in onda la quarta serie dal 10 ottobre 2004 al 17 aprile 2005. Nell'estate del 2005, otto Notturni in città, puntate in tutto analoghe ai Notturni dalla Maremma ma ambientate nella casa milanese di Daverio (la stessa dei Notturni con panettone).
1. Una giornata al Quirinale (in onda il 10-10-04)
2. Riciclaggio (in onda il 17-10-04)
3. Trieste (in onda il 24-10-04)
4. Cimiteri (in onda il 31-10-04)
5. Petrarca antiquo (in onda il 07-11-04)
6. Littera antiqua (in onda il 14-11-04)
7. Arte romanza (in onda il 21-11-04)
8. Dal monastero all'abbazia (in onda il 28-11-04)
9. Architettura in mostra (in onda il 05-12-04)
10. La questione settentrionale (in onda il 26-12-04)
11. Flick e Flock ai confini della contemporaneità (in onda il 30-01-05)
12. Palermo o l'Europa di una volta (in onda il 06-02-05)
13. La guerra delle cattedrali (in onda il 06-03-05)
14. Bologna: mostre in cocktail (in onda il 13-03-05)
15. Atene 2005 (in onda il 20-03-05)
16. Pittura romana magistra vitae (in onda il 27-03-05)
17. Dica trentatre... (in onda il 03-04-05)
18. Campagna e città nell'operoso nord-est (in onda il 17-04-05)

1. Notturno con panettone. La montagna disincantata (in onda il 25-12-04)
2. Notturno con panettone. Architettura protagonista (in onda il 29-12-04)
3. Notturno con panettone. Fratelli d'Italia (in onda il 01-01-05)
4. Notturno con panettone. L'arte dei soldi (in onda il 05-01-05)

1. Notturno in città. Corpo e ricerca (in onda il 04-07-05)
2. Notturno in città. Veneti si diventa (in onda il 11-07-05)
3. Notturno in città. Romani si nasce (in onda il 18-07-05)
4. Notturno in città. Laboratorio Sicilia (in onda il 25-07-05)
5. Notturno in città. La meraviglia del reale nel barocco (in onda il 01-08-05)
6. Notturno in città. Omaggio a Petrarca (in onda il 08-08-05)
7. Notturno in città. Romanzo romanico (in onda il 18-08-05)
8. Notturno in città. E quindi... (in onda il 28-08-05)

### Quinta serie
Nel 2005-2006 va in onda la quinta serie dal 23 ottobre 2005 al 7 maggio 2006. Nell'estate del 2006, otto puntate di un nuovo speciale estivo, dal titolo Passepartout viaggia in Italia: la formula è quella dei "notturni", ma l'ambientazione è di volta in volta diversa: non più le case di Daverio, ma dimore storiche (villa Valmarana ai Nani presso Vicenza, villa Malaparte a Capri) o abitazioni rilevanti e interessanti di contemporanei (casa Bueno a Fiesole, villa Pietromarchi a Capalbio).
1. I Savoia. Il sogno piemontese (in onda il 23-10-05)
2. Savoiardo (in onda il 30-10-05)
3. Il caso Savoia in casa Savoia (in onda il 06-11-05)
4. Il regno di Sardegna (in onda il 13-11-05)
5. Napoli Angioina (in onda il 20-11-05)
6. Piedsnoir del Trecento in fondo alla Puglia (in onda il 27-11-05)
7. Palermo cambia pelle (in onda il 04-12-05)
8. Dada pillola di vitamina (in onda il 19-12-05)
9. La danza macabra (in onda il 05-03-06)
10. Bologna arte in festa (in onda il 12-03-06)
11. Lumi di Roma (in onda il 19-03-06)
12. Daje de tacco, daje de punta (in onda il 26-03-06)
13. La Cina è vicinissima (in onda il 02-04-06)
14. Il '400 si spezza ma non si spiega (in onda il 09-04-06)
15. Leonardo l'anarchico (in onda il 16-04-06)
16. Leonardo Archimede pitagorico (in onda il 23-04-06)
17. Un'altra arte ancora: il design (in onda il 30-04-06)
18. Lusso calma e voluttà (in onda il 07-05-06)

1. Notturno con panettone. Chiacchiere savoiarde (in onda il 27-12-05)
2. Notturno con panettone. Carlo Scarpa (in onda il 30-12-05)
3. Notturno con panettone. Francesi di una volta, meridione di oggi (in onda il 03-01-06)
4. Notturno con panettone. Dada l'arte e la rivoluzione (in onda il 05-01-06)

1. Passepartout viaggia in Italia. Danza macabra (in onda il 29-07-06)
2. Passepartout viaggia in Italia. La danza e l'arte delle avanguardie (in onda il 05-08-06)
3. Passepartout viaggia in Italia. Design XXI secolo (in onda il 12-08-06)
4. Passepartout viaggia in Italia. La Cina e l'Europa (in onda il 19-08-06)
5. Passepartout viaggia in Italia. Lux, calme et volupté (in onda il 26-08-06)
6. Passepartout viaggia in Italia. Il Quattrocento (in onda il 02-09-06)
7. Passepartout viaggia in Italia. Il Quirinale (in onda il 09-09-06)
8. Passepartout viaggia in Italia. Leonardo (in onda il 16-09-06)

### Sesta serie
Nel 2006-2007 va in onda la sesta serie dal 29 ottobre 2006 al 6 maggio 2007. Nell'estate del 2007, otto puntate di un nuovo speciale estivo, A proposito di Passepartout, nel quale viene abbandonata la formula e la collocazione serale dei "notturni", per far spazio a "repliche attive" commentate di volta in volta da Daverio e un solo ospite, con un fittizio dialogo a distanza.
1. Sui passi di Mario Soldati (in onda il 29-10-06)
2. Il prodigio Mantegna (in onda il 05-11-06)
3. Chi ha paura della città? (in onda il 19-11-06)
4. Ab urbe condita (in onda il 26-11-06)
5. Piccola storia del teatro a palchi, detto all'italiana (in onda il 03-12-06)
6. Tappeti volanti (in onda il 10-12-06)
7. Carracci che sorpresa (in onda il 24-12-06)
8. Vacanze sullo Yangtze (in onda il 31-12-06)
9. Gerusalemme voluta (in onda il 04-03-07)
10. Gerusalemme desiderata (in onda il 11-03-07)
11. Secessione e modernità (in onda il 18-03-07)
12. Apocalisse allegra dell'Europa di mezzo (in onda il 25-03-07)
13. Rivoluzione mondana del Settecento inglese (in onda il 01-04-07)
14. Lo sbarco "dalla" Normandia (in onda il 08-04-07)
15. Alessandro Magno. Babilonia Caput Mundi (in onda il 15-04-07)
16. La tesi di Carlo Magno (in onda il 22-04-07)
17. Borghesi eclettici (in onda il 29-04-07)
18. Teorici, ragionieri e geometri d'Europa (in onda il 06-05-07)

1. Notturno con panettone. Lo sbarco di Soldati in Sicilia (in onda il 25-12-06)
2. Notturno con panettone. L'Italia è un teatro (in onda il 29-12-06)
3. Notturno con panettone. La città domani (in onda il 01-01-07)
4. Notturno con panettone. Cina e cineserie (in onda il 05-01-07)

1. A proposito di passepartout. Come nasce il vetro (in onda il 29-07-07)
2. A proposito di passepartout. Una pecora di classe (in onda il 05-08-07)
3. A proposito di passepartout. Principi e tagliagola (in onda il 12-08-07)
4. A proposito di passepartout. I Normanni (in onda il 19-08-07)
5. A proposito di passepartout. Capodimonte auguri (in onda il 26-08-07)
6. A proposito di passepartout. Pesca miracolosa (in onda il 02-09-07)
7. A proposito di passepartout. Che età ha l'oro? (in onda il 09-09-07)
8. A proposito di passepartout. Discorsi in guanti bianchi sopra grandi libri (in onda il 16-09-07)

### Settima serie
Nel 2007-2008 va in onda la settima serie dal 28 ottobre 2007 al 10 agosto 2008. Spariscono i Notturni con panettone. Puntate secondo la formula di A proposito di Passepartout, ma non più programmaticamente differenziate dalle altre, vengono inframmezzate alle puntate tradizionali durante la stagione.
1. Abitare il nostro tempo (in onda il 28-10-07)
2. Il mito pop (in onda il 04-11-07)
3. Materia (in onda il 11-11-07)
4. L'arte del denaro (in onda il 18-11-07)
5. L'arte che ci crede (in onda il 25-11-07)
6. Tiziano (in onda il 02-12-07)
7. Fantasticherie (in onda il 23-12-07)
8. Ansie reali e surreali (in onda il 30-12-07)
9. Aurametro (in onda il 24-02-08)
10. Visione e parola (in onda il 09-03-08)
11. Arte e design (in onda il 23-03-08)
12. Tiziano prototipo di dopo (in onda il 30-03-08)
13. Fantasmi meridionali (in onda il 06-04-08)
14. Fantasie barbariche (in onda il 13-04-08)
15. Storia di una famiglia per bene (in onda il 20-04-08)
16. La morte del Louvre (in onda il 27-04-08)
17. Dopo la crisi del progresso (in onda il 04-05-08)
18. Il gran teatro del mondo (in onda il 11-05-08)
19. Illusionisti (in onda il 18-05-08)
20. Mobile ad arte (in onda il 01-06-08)
21. Segno e gesto (in onda il 08-06-08)
22. C'era una volta (in onda il 15-06-08)
23. A casa di Augusto (in onda il 22-06-08)
24. Barbari barboni (in onda il 29-06-08)
25. L'altra pittura (in onda il 06-07-08)
26. Te quiero Buenos Aires (in onda il 13-07-08)
27. Pennello e coltello (in onda il 20-07-08)
28. Bamboccioni del Cinquecento (in onda il 27-07-08)
29. Dialoghi con il sacro (in onda il 03-08-08)
30. Architettura fascista non fascista (in onda il 10-08-08)

### Ottava serie
L'ottava serie va in onda nella stagione 2008-2009, per l'ottavo anno consecutivo dal 2 novembre 2008 al 29 novembre 2009, con una pausa tra maggio e luglio 2009.
1. Processo all'arte contemporanea (in onda il 02-11-08)
2. Carlo il Temerario, i cantoni svizzeri e i primi vietcong del mondo (in onda il 09-11-08)
3. Archistar (in onda il 16-11-08)
4. Finlandia (in onda il 23-11-08)
5. Edifici di carte (in onda il 30-11-08)
6. Tunis (in onda il 07-12-08)
7. Ma quali barbari? (in onda il 14-12-08)
8. Quote rosa di ieri (in onda il 28-12-08)
9. L'architettura non è morta (in onda il 11-01-09)
10. San Paolo, la New York dell'emisfero sud (in onda il 18-01-09)
11. L'ultimo saggio: Oscar Ribeiro de Almeida Niemeyer Soares Filho (in onda il 15-02-09)
12. Rio come la vedo io (in onda il 08-03-09)
13. La Serenissima va in campagna (in onda il 15-03-09)
14. Terre d'Italia (in onda il 23-03-09)
15. Bologna il museo diffuso (in onda il 29-03-09)
16. Messico e nuvole (in onda il 05-04-09)
17. Rito, mito e realtà (in onda il 02-08-09)
18. Brera magico contenitore (in onda il 09-08-09)
19. Brera storia di una città (in onda il 30-08-09)
20. L'urbanistica (in onda il 06-09-09)
21. Avanguardia del Quattrocento (in onda il 13-09-09)
22. Quando ancora si guardavano le stelle (in onda il 20-09-09)
23. Galileo superba matematica (in onda il 04-10-09)
24. La drammatica storia di thunnus thynnus, da Eschilo al sushi (in onda il 11-10-09)
25. Dolomiti patrimonio dell'Umanità (in onda il 18-10-09)
26. La montagna aguzza ... l'ingegno (in onda il 01-11-09)
27. Venezia, la rana e tu (in onda il 08-11-09)
28. Montecitorio (in onda il 15-11-09)
29. Il caso Gellner (in onda il 22-11-09)
30. L'Europa si fonda sul libro (in onda il 29-11-09)

### Nona serie
La nona serie è caratterizzata da una periodizzazione anomala: ha inizio il 6 dicembre 2009, si protrae per tutto il 2010 (con una lunga pausa fra maggio e settembre 2010), e termina con la trentesima puntata il 9 gennaio 2011.
1. Succede in Svizzera (in onda il 06-12-09)
2. Weimar nostalgie (in onda il 27-12-09)
3. Ostalgie (in onda il 03-01-10)
4. Westalgie (in onda il 10-01-10)
5. Magna Grecia (in onda il 17-01-10)
6. La materia Oscura (in onda il 14-02-10)
7. L'Accademia dei Lincei (in onda il 21-02-10)
8. Dimmi quel che hai, ti dirò chi sei (in onda il 28-02-10)
9. Grandeur Export (in onda il 07-03-10)
10. L'eleganza della tartaruga (in onda il 14-03-10)
11. Azuma (in onda il 21-03-10)
12. Il salotto assassinato (in onda il 28-03-10)
13. Borghesi cosmopoliti (in onda il 04-04-10)
14. Borghesi grandi grandi (in onda il 11-04-10)
15. Morbidezze misteriose del continente veneto (in onda il 18-04-10)
16. Storia dell'arazzo (in onda il 02-05-2010)
17. La sostanza metropolitana (in onda il 03-10-2010)
18. Gli spazi dell'architettura (in onda il 10-10-2010)
19. Venditori di elefanti (in onda il 17-10-2010)
20. Dakar, Senegal (in onda il 24-10-2010)
21. Un'eredità per il futuro (in onda il 31-10-2010)
22. Re-cessi (in onda il 07-11-2010)
23. Home Sweet Home (in onda il 14-11-2010)
24. Il naso dei senesi (in onda il 21-11-2010)
25. Una famiglia non convenzionale (in onda il 28-11-2010)
26. Ma che bel castello... (in onda il 05-12-2010)
27. La terza Roma (in onda il 12-12-2010)
28. Noi non siamo una macchina fotografica (in onda il 26-12-2010)
29. Mamma butta la pasta (in onda il 02-01-2011)
30. Jannis Kounellis (in onda il 09-01-2011)

### Passepartout (quasi tout)
Con l'uscita del nuovo programma Emporio Daverio, il programma passa in secondo piano e in questa nuova serie denominata quasi tout l'autore e il regista propongono una miscellanea delle migliori e più interessanti trasmissioni proposte di tutte le serie prodotte.

## La sigla
La sigla iniziale del programma era un medley musicale di un noto componimento scritto nel 1867, ma suonato da differenti artisti e ritmi opposti: In The Hall Of The Mountain King di Edvard Grieg, tratto dalla suite Peer Gynt, n. 1, op. 46. Si riconoscono, fra l'altro, a partire dall'incipit del montaggio musicale un frammento della versione degli Electric Light Orchestra (ELO) del brano On the Third Day (1973), a seguire la versione del gruppo americano The Three Suns dal titolo Danny's Inferno (dall'album Movin' 'N' Groovin', 1962), l'adattamento jazz di Duke Ellington & His Orchestra - Peer Gynt Suite/Suite Thursday (1960), un accenno dell'edizione techno degli M col titolo Razzia 2 (This Club Is Closed Forever) risalente al 1995, un pezzo dell'originale sinfonica della San Francisco Symphony diretta da Herbert Blomstedt registrata nel 1989, assieme al frammento dall'edizione della London Symphony Orchestra diretta dal maestro Øivin Fjeldstad nel 1958. Il collage è completato dal altre parti sonore che rimandano al brano di Grieg difficilmente identificabili.